# Chambourcy
Chambourcy település Franciaországban, Yvelines megyében. Lakosainak száma 5826 fő (2022. január 1.). Chambourcy Aigremont, Feucherolles, Poissy, Saint-Germain-en-Laye és Saint-Nom-la-Bretèche községekkel határos.

## Népesség
A település népességének változása:
| Lakosok száma | 5835 | 5724 | 5801 | 5634 | 5607 | 5587 | 5646 | 5736 | 5826 |
|               | 2013 | 2015 | 2016 | 2017 | 2018 | 2019 | 2020 | 2021 | 2022 |